# Маркович, Дмитрий Васильевич
Дмитрий Васильевич Маркович (7 ноября 1848 — 9 декабря 1920) — украинский государственный и общественный деятель, правовед, писатель.

## Биография
Родился в Полтаве в семье офицера Корпуса лесничих, детство провел в селе Локотки Глуховского уезда, обучение начал в Новгород-Северской гимназии.
В 1862 году семья переехала в Вологду («волей судеб», как писал Маркович), где он продолжил обучение в гимназии. Некоторое время был вольнослушателем медицинского факультета Киевского университета.
В 1868 Маркович удается вступить в Новороссийский университет в Одессе на факультет права.
С 1873 года работал судебным следователем судьей на Украине, Бессарабии и в Варшаве. С начала 1900-х гг. Жил на Волыни — в небольшом имении в селе Михалковцы Острожского уезда, где пытался помогать крестьянам бороться с нуждой, занимался также земледельческой делом; и Подолье.
Литературную деятельность начал на грани 1870—1880 годов, рассказами на русском языке (псевдонимы Волыняк, Гайдабура, Маркивчанин, Оленин). Первое из украинских рассказов — «Невдалиця» — написал 1883. Это период активной украинофильской деятельности с Александром и Софьей Русовыми, Феофаном Василевским, Александром Волошинов, Иваном Тобилевичем, Андреем Грабенко. О.Русов, О.Волошинов, Т.Василевський были арестованы, вмешательство Марковича облегчило их судьбу — ценой внесенных денег было обеспечено освобождение заключенных из тюрьмы. С начале 1885 году Елисаветградскую просветители находятся в ссылке в Херсоне, сюда же переводят на работу и Д.Марковича — помощником губернского прокурора.
Входил в состав Херсонского украинского кружка, который стал началом систематической украинской просветительской работы на Херсонщине. Украинский рассказами дебютировал (вместе со своей женой Е. И. Маркович) в альманахе «Степь» (Херсон, 1886; вышел в Петербурге), упорядоченном ним вместе с женой А. Маркович. Написал около 20 рассказов, одну комедию, два воспоминания. Автор сборника рассказов «По степям и хуторам» (1898, 1908) и «Сочинения» (т. 1-2, 1918-19).
Во времени революционных событий 1905 года Маркович участвовал в деятельности конституционно-демократической партии, даже влиял на выборы в городе Остроге. В 1913 переехал в Винницу, с 1915 года он работал в деле объединения всех кредитных и ссудо-сберегательных товариществ Подолья в единый губернский центр «Подольский Союз кредитных и ссудо-сберегательных товариществ» под сокращенным названием «Подольский Союз-Банк». 1 ноября 1915 Марковича избран председателем правления.
Был членом Общества украинских прогрессистов, с 1917 редактировал в Виннице еженедельник «Подольская Воля». В период Украинской Центральной Рады -с 29 апреля 1918 генеральный прокурор, по Гетманщины с июля — член сената.
С 13 февраля по апрель 1919 года был министром юстиции УНР в правительстве Сергея Остапенко. За короткий срок новый министр юстиции провел чистку судебного и прокурорского аппарата на подчиненных УНР территориях, укрепил состав министерства, своим советником и исполняющим обязанности товарища министра юстиции пригласил А. М. Ливицкого. Был принят ряд важных решений и законопроектов, в частности положения о еврейском общественное самоуправление, государственные акты о предоставлении материальной помощи родителям погибших казаков и пострадавшим от большевистского террора.
Умер 9 декабря 1920 в Виннице.

## Память
- В честь Марковича, названы улицы в Херсоне, Виннице и Днепропетровске.
- В Виннице в честь Марковича назван переулок.